# Idzi Drzycimski

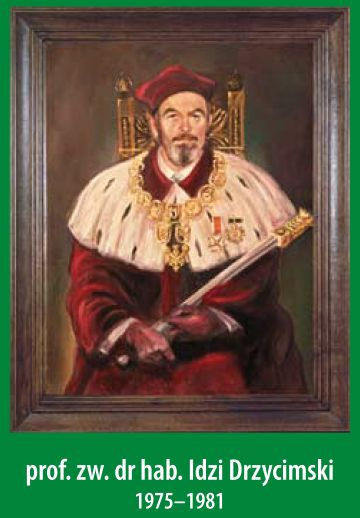
Obraz w sali Senatu Uczelni

Idzi Drzycimski (ur. 5 grudnia 1933 w Klonowie) – polski profesor nauk geograficznych w dyscyplinie oceanologia ze specjalnością ekologia i biologia morza, nauczyciel akademicki, rektor Akademii Rolniczej w Szczecinie (1975-1981)

## Życiorys
Po ukończeniu nauki w szkole podstawowej w 1947 w Klonowie i zdaniu matury w Liceum Ogólnokształcącym w Tucholi w 1952 wyjechał do Odeskiego Uniwersytetu im. I.I. Miecznikowa, gdzie studiował biologię ze specjalnością hydrobiologia. Po ukończeniu studiów w 1957 pracował w Morskim Instytucie Rybackim w Gdyni w Zakładzie Oceanografii kierowanym przez profesora Kazimierza Demela, a następnie w Katedrze Oceanografii i Biologii Morza w Wyższej Szkole Rolniczej w Olsztynie na Wydziale Rybackim. W 1963 uzyskał stopień doktora nauk przyrodniczych, a w 1969 – doktora habilitowanego nauk przyrodniczych. W 1968 wraz z częścią tamtejszego wydziału przeniósł się do Szczecina, tworząc Wydział Rybactwa Morskiego. Tytuł naukowy profesora nadzwyczajnego otrzymał w 1975. Od 1985 zatrudniony na stanowisku profesora zwyczajnego. Był rektorem Akademii Rolniczej w Szczecinie w dwóch kadencjach, tj. w latach 1975–1978 oraz w 1978-1981.
Odbył kilka staży zagranicznych (Niemcy, Norwegia, Włochy) oraz kilka rejsów badawczych na Bałtyku Południowym, Morzu Północnym i fiordach norweskich. Opisał 11 nowych dla nauki gatunków i 3 nowe rodzaje skorupiaków morskich, które weszły na trwałe do międzynarodowej systematyki zoologicznej. Wypromował 8 doktorówi był także promotorem doktora honoris causa Kennetha Shermana z USA (1989), światowej sławy specjalisty ekosystemów morskich. Przez wiele lat pełnił funkcję kierownika Katedry Oceanografii na Wydziale Rybactwa Morskiego oraz prodziekana (1972–1975). Od 1958 należał do PZPR. W 2001 został odznaczony Medalem im. Profesora Kazimierza Demela.

## Wybrane publikacje
Autor ok. 100 publikacji naukowych z ichtiologiii, w tym m.in.
- Harpacticoida (Copepoda) polskich wód przybrzeżnych Bałtyku. „Fragm. Faun.” 1974, 20, 6, s. 61–73
- Echinoderes levanderi Karling (Kinorhyncha), nowy gatunek w faunie Polski z Południowego Bałtyku. „Przegl. Zool.” 1975, 1, s. 59–62
- The southern Baltic zooplankton in spring and summer 1974. „Ann. Biol.” 1976, 31, s. 72–73 (wsp.)
- Dwa nowe gatunki Harpacticoida (Copepoda) w faunie Polski z Południowego Bałtyku. „Przegl. Zool.” 1983, 2, s. 187–188
- Meiobenthic communities of the Szczecin Lagoon. Kieler Meeresforschungen. „Sonderh”. 1988, 6, s. 162–178 (wsp.)
- Widłonogi denne (Copepoda Harpacticoida) ujścia Odry i Zalewu Szczecińskiego. „Zesz. Nauk. Rybactwo Morskie” 1988, 133, 17, s. 17–22
- Biocenoza estuarium Odry w latach 1984–1988. Ochrona wód Bałtyku (estuarium Odry – Zatoki Pomorskiej). Akademia Rolnicza w Szczecinie 1989, s. 15–20
- Dynamics of meiobenthic communities in a eutrophic and polluted estuary. „Limnol.” 1990, 20, 1, s. 83–88 (wsp.)
- Changes in species composition of harpacticoid copepods in the Baltic Sea. „Stud. Mat. Oceanol.” 1993, 64, 3, s. 225–234
- Harpacticoid Copepods (Copepoda, Harpacticoida) occurring in marine inflows into the Baltic sea. „Folia Univ. Agric. Stet”., Piscaria 2001, 218, 28, s. 5–12
- Enhydrosoma curticauda Boeck, 1872 (Copepoda: Harpacticoida) gatunek nowy dla fauny Polski i Bałtyku Właściwego. „Przegląd Zool.” 2003, 47, 1-2, s. 97–99

## Odznaczenia[6]
- Krzyż Kawalerski Orderu Odrodzenia Polski
- Srebrny Krzyż Zasługi
- Medal Komisji Edukacji Narodowej
- Zasłużony Nauczyciel PRL
- Medal im. Profesora Kazimierza Demela (2001)